# 9 Batalion Strzelców Karpackich
9 Boloński Batalion Strzelców Karpackich (9 bsk) – pododdział piechoty Polskich Sił Zbrojnych.

## Formowanie, zmiany organizacyjne i historia
9 Batalion Strzelców Karpackich został sformowany po raz pierwszy wiosną 1942 roku, w Palestynie, w składzie 3 Brygady Strzelców Karpackich. Podstawą formowania był rozkaz Ldz. 2440/A/I/tjn./42 dowódcy Wojska Polskiego na Środkowym Wschodzie z 23 maja 1942 roku i rozkaz Ldz. 53/59/Og. Org./tjn./42 dowódcy Dywizji Strzelców Karpackich z 30 maja 1942 roku. W listopadzie 1942 roku batalion został rozformowany.
Po raz drugi 9 Batalion Strzelców Karpackich został sformowany pod koniec 1944 roku we Włoszech również w składzie 3 Brygady Strzelców Karpackich. W kwietniu 1945 roku walczył w bitwie o Bolonię.
21 kwietnia 1945 o godz. 6.00 do centrum Bolonii jako pierwszy wkroczył oddział wydzielony 9 Batalionu Strzelców Karpackich pod dowództwem mjr. Józefa Różańskiego. Piętnaście minut później na najwyższej wieży miasta Torre di Asinelli zawieszona została polska flaga. O godzinie 8.00 do miasta weszli Amerykanie z 5 Armii. O tempie posuwania się świadczy odległość przebyta w ostatniej fazie: Polacy mieli do przebycia 50 km, a Amerykanie zaledwie 20 km. 2 Korpus Polski przez 13 dni wiązał walką trzy doborowe dywizje niemieckie (26-tą pancerną oraz 1. i 4. spadochronowe), brawurowo forsując cztery rzeki i dziewięć kanałów, umocnionych pod względem inżynieryjnym i zażarcie bronionych.
Przełamanie frontu pod Bolonią i wyzwolenie tego miasta miało decydujące znaczenie dla zadania Niemcom ostatecznej klęski na froncie włoskim. Oddziały 2 Korpusu Polskiego wkroczyły do Bolonii witane owacyjnie przez miejscową ludność. Z rozkazu dowódcy 8 Armii Polacy pozostali w tym rejonie nie biorąc już udziału w dalszym pościgu.
9 Batalionowi Strzelców Karpackich nadano uroczyście miano Bolońskiego, a 17 dowódców otrzymało honorowe obywatelstwo miasta. Senat Bolonii wręczył też żołnierzom polskim 215 specjalnie wybitych medali pamiątkowych z napisem Al liberatori che primi entrarono in Bologna 21 Aprile 1945 – per benemerenza ("Oswobodzicielom, którzy pierwsi weszli do Bolonii 21 kwietnia 1945 – w dowód zasługi").
Po wojnie batalion, będąc w składzie wojsk okupacyjnych, pełnił między innymi służbę wartowniczą. W lutym 1946 ochraniał obiekty wojskowe w rejonie Falconara.
W 1946 roku batalion został przetransportowany z Włoch do Wielkiej Brytanii i tam w 1947 roku rozformowany.

## Symbole batalionu
Sztandar

Sztandar, ufundowany przez mieszkańców Bolonii, uniwersytet i kardynała Mussali Rocca di Corngliano wręczono batalionowi 21 kwietnia 1946 roku w Bolonii. Sztandar przekazał podesta miasta Giuseppe Dorra, a wręczył go gen. Anders.
Na stronie głównej w centrum znajduje się wizerunek Matki Boskiej Częstochowskiej w wieńcu laurowym i prostokątnej ramie. W czterech rogach wyhaftowano odznaki pamiątkowe batalionu. Na ramionach krzyża kawalerskiego umieszczono nazwy wyzwalanych przez 9 batalion, miast włoskich. Strona odwrotna na stronie odwrotnej, w rogach płata: w lewym górnym - odznaka pamiątkowa 3 Dywizji Strzelców Karpackich, w lewym dolnym - odznaka honorowa 2 Korpusu, w prawym górnym - herb Bolonii, w prawym dolnym - herb San Pietro.
Obecnie sztandar eksponowany jest w Instytucie Polskim i Muzeum im. gen. Sikorskiego w Londynie.
Odznaka

Zatwierdzona w Dzienniku Rozkazów dowódcy 2 Korpusu nr 25, poz. 35 z 23 marca 1946 roku. Wykonana w białym metalu, emaliowana; stanowi kompozycję stylizowanego orła w locie i tarczy z herbem Bolonii. W górnej części tarczy napis 9 B. S. K. - 21. IV 1945. Pozostała część tarczy podzielona na cztery pola, na których znajdują się szarfy z napisem Libertas i krzyże. Orzeł wykonany z białego metalu, herb emaliowany: tarcza emalia biała, szarfy – emalia niebieska, krzyże – emalia czerwona, nad krzyżami złote pasy. Odznakę noszono na beretach w odległości 5 cm od orzełka, po jego lewej stronie. Noszona była również na górnej lewej kieszeni munduru, jako odznaka pamiątkowa mocowana nakrętką.
Wykonywała ją firma F. M. Lorioli, Milano - Roma.

## Żołnierze batalionu
Dowódcy batalionu
- ppłk Przemysław Nakoniecznikoff-Klukowski (od V 1942)
- mjr Leon Franciszek Firczyk
- mjr Józef Grzegorz Różański (od 1 VIII 1946)

Zastępcy dowódcy batalionu
- mjr Józef Grzegorz Różański (do 1 VIII 1946)

Oficerowie
- por. Leon Pająk - dowódca 4 kompanii